# Spoutnik (virus)
Ordre
Famille
Genre
Espèces de rang inférieur
- Sputnikvirus mimiviri
- Sputnikvirus zamilonense

Sputnikvirus est un genre de virus de la famille des Sputnikviridae et de la classe des Virophaviricetes.
Le virophage Spoutnik (du russe cпутник, « compagnon de voyage, satellite ») est un petit virus qui se reproduit dans des cellules d'amibes qui sont déjà infectées par un virus assistant. Spoutnik utilise le virus assistant comme hôte pour la reproduction et inhibe la réplication de ce dernier.
Les virus comme Spoutnik qui dépendent de la co-infection de l'hôte cellulaire par un virus auxiliaire sont connus comme des virus satellites[Information douteuse]. Lors de sa découverte en 2008 dans une tour de refroidissement à Paris, Spoutnik était le premier virus satellite qui inhibe la réplication de ses hôtes et donc agit comme un parasite de ce virus. Par analogie avec le terme bactériophage, il a été appelé virophage. Cependant, l'utilisation de ce terme et la relation entre les virophages et les virus satellites restent controversées.

## Virologie
Spoutnik a été isolé pour la première fois à partir d'un échantillon obtenu à partir de l'homme. Il a été récolté à partir du fluide présent sur la lentille de contact d'un individu ayant contracté une kératite. Cependant, le virophage Spoutnik a été observé se multipliant à l'intérieur d'autres espèces telles l'Acanthamoeba un pathogène produisant la kératite, mais seulement si cette amibe est infectée par le grand mamavirus. Spoutnik exploite le mamavirus pour produire rapidement de nouvelles copies de lui-même.
Mamavirus est officiellement connu comme le Acanthamoeba polyphaga mimivirus (APMV) et est un proche parent des déjà connus mimivirus. Le mimivirus est un géant dans le monde de la virologie. Il possède plus de gènes que de nombreuses bactéries et remplit des fonctions qui normalement ne se produisent que dans des organismes cellulaires. Le mamavirus est encore plus grand que le mimivirus, mais les deux sont très similaires car ils sont définis comme étant de grandes usines à virus et de complexes de particules virales.
Il y a des conditions dans lesquelles Spoutnik ne peut pas produire de nouveaux virions au sein de ces virus. Il a été observé que quand mimivirus est cultivé à l'abri des micro-organismes tels que des amibes, les virions produits ne possèdent plus de fibres à sa surface qui sont caractéristiques de ce virus. Pour des raisons inconnues, Spoutnik n'est pas en mesure de se répliquer et de produire de nouveaux virions dans ces virus ne possédant pas de fibre. La croissance des virophages est nocive pour les APMV et résulte par la production de formes abortives et anormales de l'assemblage de la capside de l'APMV. Dans une des expériences faites en implantant Acanthamoeba polyphaga avec de l'eau contenant une souche originale d'APMV, il a été découvert que plusieurs couches de capside s'accumulent de façon asymétrique sur un côté de la particule virale, ce qui provoque l'inefficacité du virus. Spoutnik a diminué son rendement de particule virale par 70% et a également réduit la lyse de l'amibe par trois en 24h.
Spoutnik possède de l'ADN double brin circulaire. Son génome est composé de 18 343 paires de base. Il contient des gènes capables d'infecter les trois domaines du vivant : les Eucaryotes, les Archées et les Bactéries. Sur le vingt-et-unième gène prédit codant des protéines, trois sont apparemment dérivées d'APMV lui-même, l'un est un homologue d'un virus d'archées, et les quatre autres sont des homologues des protéines dans les bactériophages et les virus eucaryotes. Le fait que trois de ces gènes sont dérivés à partir d'APMV indique que Spoutnik est en mesure de participer au processus de transfert de gènes entre les virus géants. Treize sont ORFans, ils n'ont pas d'homologues détectables avec les séquences actuelles des bases de données. Le génome Spoutnik possède une forte concentration d'AT (73 %), similaire à celle de l'APMV. Il a été prédit que son génome contiendrait 16 boucles en épingle à cheveux, qui tombent entre les ORFs.
Plusieurs autres homologues tels que ceux d'hélicase-primase, un emballage ATPase, une séquence d'insertion de la transposase de la sous-unité de liaison à l'ADN et Zn-ribbon de protéines, ont été détectés dans le « Global Ocean Survey environmental data set », ce qui suggère que des virophages pourraient être une famille inconnue de virus à l'heure actuelle.
Il a été trouvé que Spoutnik peut contenir des gènes qui ont été partagés par les APMV. Ces gènes ont pu être acquis par Spoutnik après l'association de APMV avec l'hôte, puis l'interaction entre le virophage et la charge virale de l'hôte. La recombinaison au sein de l'usine virale peut avoir entraîné un échange de gènes. Spoutnik est un virophage convaincant pour prouver en partie la présence du mélange de gènes et de l'appariement entre les virus.
La présence de ces gènes homologues à mimivirus en Spoutnik suggère que le transfert de gènes entre Spoutnik et le mimivirus peut se produire lors de l'infection d'Acanthamoeba. Par conséquent, il est supposé que le virophage pourrait être une source véhicule de médiation de transfert latéral de gènes entre les virus géants, qui constituent une partie importante de l'ADN de virus présent dans les environnements marins. En outre, la présence de trois gènes d'APMV dans Spoutnik implique que le transfert de gènes entre un virophage et un virus géant est essentiel à l'évolution du virus.

## Structure
Spoutnik possède une symétrie icosaédrique, et au sein de chaque unité asymétrique de la structure, il y a 4 et 1/3 capsomères hexagonal. Sur l'axe, 3 fois se retrouve un hexon qui donne lieu à l'1/3 hexon dans chaque unité asymétrique. Ils sont souples, en forme de champignon fibreux qui dépassent de chaque hexamère. Chaque unité asymétrique abrite également 1/5 de penton qui se trouve sur chaque 5 fois l'axe. Dans le milieu de la pentamères se trouvent des cavités qui peuvent permettre l'entrée ou à la sortie de l'ADN. Spoutnik a une triangulation de 27, avec 260 hexamères et 12 pentamères. Ce virus a 13 principales protéines de la capside et a récemment été découvert pour être non enveloppé, ce qui va à l'encontre de ce qui a été précédemment rapporté.

## D'autres virus
En mars 2011, deux autres virophages ont été décrits : Mavirus qui utilise le virus géant  Cafeteria roenbergensis virus (CroV) et Organic Lake virophage (en), trouvé dans un lac salé en Antarctique et qui utilise des virus qui s'attaquent aux algues. Tous les virus virophages connus appartiennent au groupe des nucléocytoplasmique grands virus à ADN. Des études ont été faites pour montrer les similitudes entre les différents virophages. Des gènes homologues chez les virophages incluent les putatifs FtsK-HerA ADN de la famille de l'emballage de l'ATPase (ATPase), putatifs de l'ADN hélicase/primase (HEL/PRIM), putatif de la cystéine protéase (PRSC), putatif MCP, et putatif de la protéine de capside mineure (mCP). Ces gènes sont aussi appelés des gènes conservés de base, bien qu'il n'y a parfois pas ou très peu de similarité de séquence entre ces virophages.